# Rotala pusilla
Rotala pusilla là một loài thực vật có hoa trong họ Lythraceae. Loài này được Tul. miêu tả khoa học đầu tiên năm 1856.